# Tocra
Tocra ou Tukrah ou El Agouriya est une ville de la côte cyrénaïque dans le district de Benghazi en Libye.
La ville a été fondée par les Grecs, et est devenue par la suite une colonie romaine.